# Eudyptes
Eudyptes – rodzaj ptaków z rodziny pingwinów (Spheniscidae).

## Rozmieszczenie geograficzne
Rodzaj obejmuje gatunki występujące w Australazji, Ameryce Południowej, na wyspach Oceanu Atlantyckiego i Południowego.

## Morfologia
Długość ciała 51–76 cm; masa ciała 2–8,1 kg.

## Systematyka
Rodzaj zdefiniował w 1816 roku francuski ornitolog Louis Pierre Vieillot w publikacji własnego autorstwa poświęconej ornitologii. Gatunkiem typowym jest (późniejsze oznaczenie) pingwin skalny (E. chrysocome).

### Etymologia
- Eudyptes: gr. ευ eu ‘drobny’; δυτης dutēs ‘nurek’, od δυω duō ‘nurkować’[11].
- Chrysocoma: gr. χρυσοκομος khrusokomos ‘złotowłosy’, od χρυσος khrusos ‘złoty’; κομη komē ‘włosy’[12].
- Geopega: gr. γεω- geō- ‘ziemny’, od γη gē ‘ziemia’; πηγαζω pēgazō ‘wytryskać’, od πηγη pēgē ‘bieżąca woda’[13]. Gatunek typowy (oznaczenie monotypowe): Aptenodytes chrysocome J.F. Forster, 1781.
- Catarractes, Catarrhactes: gr. καταρακτης kataraktēs lub καταρρακτης katarrhaktēs ‘nieznany drapieżny ptak morski’ (ale z pewnością nie pingwin)[14]. Gatunek typowy (późniejsze oznaczenie)[10]: Aptenodytes chrysocome J.F. Forster, 1781.
- Microdyptes: gr. μικρος mikros ‘mały’; rodzaj Eudyptes Vieillot, 1816 (por. δυπτης duptēs ‘nurek’, od δυω duō ‘nurkować’)[15]. Gatunek typowy (oryginalne oznaczenie): Eudyptula serresiana Oustalet, 1878 (= Aptenodytes chrysocome J.F. Forster, 1781).
- Catadyptes: gr. κατα kata ‘ku dołowi’; δυπτης duptēs ‘nurek’, od δυω duō ‘nurkować’[16]. Gatunek typowy (oryginalne oznaczenie): Catarhactes chrysolophus von Brandt, 1837.
- Tasidyptes: Tasmania, Australia; gr. δυπτης duptēs ‘nurek’, od δυω duō ‘nurkować’[17]. Gatunek typowy: Tasidyptes hunteri van Tets & O’Connor, 1983 (ten pingwin jest znany tylko z niepełnych szczątków, ale badania przeprowadzone w 2018 roku[18] wskazują, że materiał jest sztuczny, złożony z trzech istniejących taksonów: Eudyptes pachyrhynchus, Eudyptes pachyrhynchus robustus i Eudyptula minor novaehollandiae)[19]. Gatunek typowy (oryginalne oznaczenie): Tasidyptes hunteri van Tets & O’Connor 1983.

### Podział systematyczny
Do rodzaju należą następujące gatunki:
- Eudyptes chrysolophus (von Brandt, 1837) – pingwin złotoczuby
- Eudyptes moseleyi Mathews & Iredale, 1921 – pingwin długoczuby
- Eudyptes chrysocome (J.F. Forster, 1781) – pingwin skalny
- Eudyptes sclateri Buller, 1888 – pingwin szczotkoczuby
- Eudyptes pachyrhynchus G.R. Gray, 1845 – pingwin grubodzioby
- Eudyptes robustus Oliver, 1953 – pingwin grzebieniasty

Opisano również gatunki wymarłe w pliocenie:
- Eudyptes atatu Thomas, Tennyson, Scofield & Ksepka, 2020[21]
- Eudyptes calauina Hoffmeister, Briceño & Nielsen, 2014[22]